# Gnathia
Gnathia is een geslacht van pissebedden en bevat de volgende soorten:
- Gnathia africana Barnard, 1914
- Gnathia albescens Hansen, 1916
- Gnathia alces Monod, 1926
- Gnathia andrei Pires, 1996
- Gnathia antarctica (Studer, 1883)
- Gnathia antonbruunae Kensley, Schotte & Poore, 2009
- Gnathia arabica Schotte, 1995
- Gnathia arctica Gurjanova, 1929
- Gnathia asperifrons Holdich & Harrison, 1980
- Gnathia aureola Stebbing, 1900
- Gnathia aureumaculosa Ferreiera, Smit, Grutter & Davies, 2009
- Gnathia barnardi Smit & Basson, 2002
- Gnathia beethoveni Paul & Menzies, 1971
- Gnathia bengalensis Kumari, Hanumantha, Rao & Shyamasundari, 1993
- Gnathia biorbis Holdich & Harrison, 1980
- Gnathia brachyuropus Monod, 1926
- Gnathia brucei George, 2003
- Gnathia bungoensis Nunomura, 1982
- Gnathia calamitosa Monod, 1926
- Gnathia calmani Monod, 1926
- Gnathia calsi Mueller, 1993
- Gnathia camponotus Cohen & Poore, 1994
- Gnathia camuripenis Tanaka, 2004
- Gnathia capillata Nunomura, 2004
- Gnathia cerina (Stimpson, 1853)
- Gnathia clementensis Schultz, 1966
- Gnathia cooki Mueller, 1989
- Gnathia coralmaris Svavarsson & Bruce, 2012
- Gnathia cornuta Holdich & Harrison, 1980
- Gnathia coronadoensis Schultz, 1966
- Gnathia cryptopais Barnard, 1925
- Gnathia dentata (G. O. Sars, 1872)
- Gnathia derzhavini Gurjanova, 1933
- Gnathia disjuncta Barnard, 1920
- Gnathia epopstruma Cohen & Poore, 1994
- Gnathia eumeces Kensley, Schotte & Poore, 2009
- Gnathia excavata Ota, 2012
- Gnathia falcipenis Holdich & Harrison, 1980
- Gnathia fallax Monod, 1926
- Gnathia firingae Mueller, 1991
- Gnathia fragilis Schultz, 1977
- Gnathia glauca Kensley, Schotte & Poore, 2009
- Gnathia gonzalezi Mueller, 1988
- Gnathia grandilaris Coetzee, Smit, Grutter & Davies, 2008
- Gnathia grutterae M. Ferreira, N. Smit & A. Davies, 2010
- Gnathia gurjanovae Golovan, 2006
- Gnathia halei Cals, 1973
- Gnathia hamletgast Svavarsson & Bruce, 2012
- Gnathia hemingwayi Ortiz & Lalana, 1997
- Gnathia hirayamai Nunomura, 1992
- Gnathia hirsuta Schultz, 1966
- Gnathia illepidus (Wagner, 1869)
- Gnathia incana Menzies & George, 1972
- Gnathia indoinsularis Svavarsson & Jorundsdottir, 2004
- Gnathia inopinata Monod, 1925
- Gnathia iridomyrmex Cohen & Poore, 1994
- Gnathia johanna Monod, 1926
- Gnathia kumejimensis Ota, 2012
- Gnathia lacunacapitalis Menzies & George, 1972
- Gnathia latidens (Beddard, 1886)
- Gnathia lignophila Mueller, 1993
- Gnathia limicola Ota, Tanaka & Hirose, 2007
- Gnathia luxata Kensley, Schotte & Poore, 2009
- Gnathia maculosa Y. Ota & E. Hirose, 2009
- Gnathia magdalenensis Mueller, 1988
- Gnathia malaysiensis Mueller, 1993
- Gnathia margaritarum Monod, 1926
- Gnathia marionis Svavarsson & Bruce, 2012
- Gnathia marleyi Farquharson, Smit & Sikkel, 2012
- Gnathia masca Farquharson et al., 2012
- Gnathia maxillaris (Montagu, 1804)
- Gnathia meticola Holdich & Harrison, 1980
- Gnathia micheli Ortiz, Winfield & Varela, 2012
- Gnathia mulieraria Hale, 1924
- Gnathia mutsuensis Nunomura, 2004
- Gnathia mystrium Cohen & Poore, 1994
- Gnathia nicembola Mueller, 1989
- Gnathia nkulu Smit & Van As, 2000
- Gnathia notostigma Cohen & Poore, 1994
- Gnathia nubila Ota & Hirose, 2009
- Gnathia odontomachus Cohen & Poore, 1994
- Gnathia oxyuraea (Lilljeborg, 1855)
- Gnathia panousei Daguerre de Hureaux, 1971
- Gnathia pantherina Smit & Basson, 2002
- Gnathia perimulica Monod, 1926
- Gnathia phallonajopsis Monod, 1925
- Gnathia philogona Monod, 1926
- Gnathia pilosus Hadfield, Smit & Avenant-Oldewage, 2008
- Gnathia piscivora Paperna & Por, 1977
- Gnathia productatridens Menzies & Barnard, 1959
- Gnathia prolasius Cohen & Poore, 1994
- Gnathia puertoricensis Menzies & Glynn, 1968
- Gnathia rathi Kensley, 1984
- Gnathia rectifrons Gurjanova, 1933
- Gnathia rhytidoponera Cohen & Poore, 1994
- Gnathia ricardoi Pires, 1996
- Gnathia samariensis Mueller, 1988
- Gnathia sanrikuensis Nunomura, 1998
- Gnathia scabra Ota, 2012
- Gnathia schmidti Gurjanova, 1933
- Gnathia serrula Kensley, Schotte & Poore, 2009
- Gnathia serrulatifrons Monod, 1926
- Gnathia sifae Svavarsson, 2006
- Gnathia somalia Kensley, Schotte & Poore, 2009
- Gnathia spongicola Barnard, 1920
- Gnathia steveni Menzies, 1962
- Gnathia stigmacros Cohen & Poore, 1994
- Gnathia stoddarti Kensley, Schotte & Poore, 2009
- Gnathia taprobanensis Monod, 1926
- Gnathia teissieri Cals, 1972
- Gnathia teruyukiae Ota, 2011
- Gnathia tridens Menzies & Barnard, 1959
- Gnathia trilobata Schultz, 1966
- Gnathia trimaculata Coetzee, Smit, Grutter & Davies, 2009
- Gnathia triospathiona Boone, 1918
- Gnathia tuberculata Richardson, 1909
- Gnathia tuberculosa (Beddard, 1886)
- Gnathia ubatuba Pires, 1996
- Gnathia varanus Svavarsson & Bruce, 2012
- Gnathia variobranchia Holdich & Harrison, 1980
- Gnathia vellosa Mueller, 1988
- Gnathia venusta Monod, 1925
- Gnathia virginalis Monod, 1926
- Gnathia vorax (Lucas, 1849)
- Gnathia wagneri Monod, 1925
- Gnathia wisteri Svavarsson & Bruce, 2012
- Gnathia zanzibarensis Kensley, Schotte & Poore, 2009

## Verder lezen
- Maryke L. Ferriera (9 december 2010). Gnathia grutterae sp. nov. (Crustacea, Isopoda, Gnathiidae) parasitising representatives of the Balistidae, Labridae and Tetraodontidae from Lizard Island, Great Barrier Reef, Australia (PDF). Zootaxa 2718: 39–50.
- Charon Farquharson (5 juli 2012). Gnathia marleyi sp. nov. (Crustacea, Isopoda, Gnathiidae) from the eastern Caribbean (PDF). Zootaxa 3381: 47–61.  Gearchiveerd van origineel op 8 augustus 2022.
- (en) "New coral reef crustacean described and named after late reggae performer Bob Marley", National Science Foundation, 9 juli 2012. Gearchiveerd op 15 juli 2023. Geraadpleegd op 29 juli 2012.